# Генетическая информация
Генети́ческая информа́ция — информация о строении белков, закодированная с помощью последовательности нуклеотидов — генетического кода — в генах (особых функциональных участках молекул ДНК или РНК).
Генетическая информация определяет морфологическое строение, рост, развитие, обмен веществ, психический склад, предрасположенность к заболеваниям и генетические пороки организма. Реализация генетической информации происходит в процессе синтеза белковых молекул с помощью трех типов РНК: информационной (иРНК) (её также называют матричной РНК, мРНК), транспортной (тРНК) и рибосомальной (рРНК). При этом генетическая информация копируется с матрицы ДНК на мРНК в ходе транскрипции, а затем мРНК используется как матрица для синтеза белков в ходе трансляции.
Процесс передачи информации может идти:
- в направлении ДНК → РНК → белок
- в направлении РНК → ДНК при обратной транскрипции.

Передача генетической информации в направлении от белка к нуклеиновым кислотам, по-видимому, невозможна, в частности, из-за свойства вырожденности генетического кода.